# Novgorodsky (huyện)
Huyện Novgorodsky (tiếng Nga: ? райо́н) là một huyện hành chính tự quản (raion), của Tỉnh Novgorod, Nga. Huyện có diện tích 4136 kilômét vuông, dân số thời điểm ngày 1 tháng 1 năm 2000 là 55800 người. Trung tâm của huyện đóng ở Belikiy Novgorod.